# 第4高射群
第4高射群（だい4こうしゃぐん、英称：4th Air Defence Missile Group）とは、中部航空方面隊に属していた高射群である。本部は岐阜基地（岐阜県各務原市）に所在しており、4つの高射隊を傘下に抱えている。主な任務は、飛来する敵の航空戦力を長射程の地対空ミサイル（SAM）により遠距離で迎撃することであった。2023年3月に、6個高射群から4個高射群への再編に伴い、第1高射群とともに廃止・統合され、中部高射群となる。

## 沿革
- 1972年（昭和47年）3月31日：臨時第4高射群が新編。
- 1973年（昭和48年）10月16日：臨時第4高射群が廃止、「第4高射群」が新編。
- 1993年（平成05年）3月31日：第12高射隊が装備をナイキ-Jミサイルからペトリオットに更新。
- 2009年（平成21年）
  - 2月26日：第13高射隊にPAC-3配備。
  - 4月28日：第12高射隊にPAC-3が配備。
  - 6月23日：第14高射隊にPAC-3が配備。
  - 8月21日：第15高射隊にPAC-3が配備。
- 2023年（令和05年）3月16日：第1高射群と第4高射群が廃止・統合となり、中部高射群に改編[1]。

## 廃止時の部隊編成
特記ないものは岐阜基地に所在していた。
- 第4高射群本部
  - 指揮所運用隊
  - 整備補給隊
  - 第12高射隊（饗庭野分屯基地）
  - 第13高射隊
  - 第14高射隊（白山分屯基地）
  - 第15高射隊

## 歴代の第4高射群司令
| 代                | 氏名                 | 在職期間                                              | 前職                                                 | 後職                                                   |                   |
| 臨時第4高射群司令 | 臨時第4高射群司令    | 臨時第4高射群司令                                     | 臨時第4高射群司令                                    | 臨時第4高射群司令                                      | 臨時第4高射群司令 |
| ----------------- | -------------------- | ----------------------------------------------------- | ---------------------------------------------------- | ------------------------------------------------------ | ----------------- |
| 01                | 高田弘               | 1972年03月31日 - 1973年03月15日                       | 中部航空方面隊司令部勤務                             | 航空幕僚監部人事教育部厚生課長                         |                   |
| 02                | 水谷恒雄 （2等空佐） | 1973年03月16日 - 1973年10月15日                       | 臨時第4高射群副司令                                  | 第4高射群司令                                          |                   |
| 第4高射群司令     |                      |                                                       |                                                      |                                                        |                   |
| 01                | 水谷恒雄 （2等空佐） | 1973年10月16日 - 1975年02月16日 ※1974年1月1日 1等空佐 | 臨時第4高射群司令                                    | 航空自衛隊幹部学校勤務                                 |                   |
| 02                | 秋山昌之             | 1975年02月17日 - 1976年11月30日                       | 第3航空団副司令                                      | 航空自衛隊第2補給処付 →1977年3月27日 停年退官          |                   |
| 03                | 藤澤好文             | 1976年12月01日 - 1978年07月31日                       | 航空自衛隊第2術科学校第2教育部長                     | 航空自衛隊幹部学校研究員                               |                   |
| 04                | 細島博元             | 1978年08月01日 - 1981年07月31日                       | 第1高射群副司令                                      | 中部航空方面隊司令部監理部長                           |                   |
| 05                | 久保良澄             | 1981年08月01日 - 1982年08月01日                       | 航空自衛隊第2術科学校第1教育部長                     | 航空幕僚監部防衛部運用課勤務                           |                   |
| 06                | 小倉達行             | 1982年08月02日 - 1985年03月15日                       | 統合幕僚学校学校教官                                 | 航空自衛隊幹部学校勤務                                 |                   |
| 07                | 仙田岑夫             | 1985年03月16日 - 1987年03月15日                       | 航空自衛隊幹部学校主任研究開発官                     | 航空自衛隊第1術科学校研究部勤務                        |                   |
| 08                | 野中之雄             | 1987年03月16日 - 1988年07月31日                       | 統合幕僚会議事務局第3幕僚室年度班長                  | 航空幕僚監部総括副監察官                               |                   |
| 09                | 金子晴一             | 1988年08月01日 - 1990年03月15日                       | 航空自衛隊補給本部企画室長                           | 航空教育集団司令部総務部長                             |                   |
| 10                | 山田稔               | 1990年03月16日 - 1993年03月31日                       | 第1高射群副司令                                      | 航空中央業務隊司令 兼 檜町基地司令                     |                   |
| 11                | 鹿毛健稔             | 1993年04月01日 - 1994年11月30日                       | 航空幕僚監部監理部法務課長                           | 統合幕僚学校研究室長                                   |                   |
| 12                | 望月靖夫             | 1994年12月01日 - 1997年11月30日                       | 航空幕僚監部総括副監察官                             | 統合幕僚学校主任教官                                   |                   |
| 13                | 上村博道             | 1997年12月01日 - 2000年03月31日                       | 航空自衛隊第2術科学校第2教育部長                     | 航空自衛隊第2術科学校副校長                            |                   |
| 14                | 島田徹               | 2000年04月01日 - 2001年11月30日                       | 航空自衛隊幹部候補生学校教務課長                     | 教材整備隊司令                                         |                   |
| 15                | 雪吉新治             | 2001年12月01日 - 2003年11月30日                       | 北部航空警戒管制団第45警戒群司令 兼 当別分屯基地司令 | 第11飛行教育団副司令                                   |                   |
| 16                | 松本敏郎             | 2003年12月01日 - 2005年03月31日                       | 自衛隊体育学校第1教育課長                            | 航空自衛隊幹部学校主任研究開発官                       |                   |
| 17                | 豊田肇               | 2005年04月01日 - 2007年03月27日                       | 航空幕僚監部総務部法務課長                           | 航空自衛隊第1補給処長 兼 木更津基地司令 （空将補昇任） |                   |
| 18                | 三嶋哲               | 2007年03月28日 - 2008年03月31日                       | 情報本部画像・地理部長                               | 航空自衛隊情報保全隊司令                               |                   |
| 19                | 竹下英治             | 2008年04月01日 - 2009年11月30日                       | 情報本部勤務                                         | 防衛研究所研究部第4研究室長                            |                   |
| 20                | 深瀬尚久             | 2009年12月01日 - 2012年07月25日                       | 自衛隊静岡地方協力本部長                             | 航空教育集団司令部総務部長                             |                   |
| 21                | 林英治               | 2012年07月26日 - 2015年07月31日                       | 自衛隊宮崎地方協力本部長                             | 航空自衛隊補給本部情報処理部長                         |                   |
| 22                | 吉居宏               | 2015年08月01日 - 2018年02月17日                       | 航空幕僚監部首席法務官                               | 退職（空将補昇任）                                     |                   |
| 23                | 小石弘文             | 2018年02月18日 - 2020年10月08日                       | 航空幕僚監部総務部会計課長                           | 航空中央業務隊司令 兼 市ヶ谷基地司令                   |                   |
| 24                | 柴田利明             | 2020年10月09日 - 2022年02月05日                       | 航空幕僚監部首席法務官                               | 退職                                                   |                   |
| 末                | 阿部智康             | 2022年02月06日 - 2023年03月15日                       | 航空支援集団司令部装備部長                           | 航空自衛隊補給本部総務部長                             |                   |